# 吉川博
吉川 博（よしかわ ひろし、1923年5月18日 - 2008年7月2日）は、日本の政治家。
愛知県海部郡十四山村長（4期）、愛知県議会議員（4期）、参議院議員（2期）、農林水産政務次官、参議院農林水産委員長などを歴任。地元では「水の神様」と呼ばれた。

## 来歴
愛知県海部郡十四山村（現弥富市）出身。祖父も父親も十四山村議会議員だった。1941年（昭和16年）3月、愛知県立津島中学校（現愛知県立津島高等学校）を卒業。その後、東京第三師範学校（現東京学芸大学）を卒業。
戦後、十四山村議会議員を務め、1949年（昭和24年）に十四山村長に初当選し、4期務めた。1965年（昭和40年）に、愛知学芸大学名古屋分校4年課程設置の陳情を行った。また伊勢湾台風の被害から7年後の1966年（昭和41年）には、十四山西公園内に伊勢湾台風災害復興之碑を設立した。
1967年、愛知県議会議員選挙に海部郡選挙区（定数3）から自由民主党公認で立候補し、初当選。県議を4期務めた。

### 国政にて
1983年（昭和58年）6月、第13回参議院議員通常選挙で愛知県選挙区に自由民主党公認で出馬し初当選を果たした。党内では田中派に所属。
1987年（昭和62年）7月、経世会が結成され、田中派が竹下派（経世会）、二階堂グループ、中立系に3分裂した際は竹下派に移った。同年11月に発足した竹下内閣で農林水産政務次官を務めた。
1989年（平成元年）、第15回参議院議員通常選挙で2度目の当選を果たし、参議院農林水産委員長などを務めた。
1995年、自民党県連は参院選に向けて吉川の公認を一旦決定したものの、公認申請を行った県議の鈴木政二との共倒れを恐れ、同年5月10日、参院選の候補者を鈴木に一本化した。その結果、吉川は衆院選愛知9区に鞍替えをさせられた。
1996年（平成8年）9月20日、第41回衆議院議員総選挙の愛知9区において、新進党の海部俊樹に惨敗した。
2008年（平成20年）7月2日、愛知県弥富市の病院で肺炎のため死去。85歳没。死没日をもって正八位から従四位に叙される。

## 人物など
- 海抜ゼロメートル地帯が広がる地元の海部地域で、河川の排水整備や木曽川用水関連土地改良事業（パイプライン化）に尽力し、「水の神様」と呼ばれた[1]。
- 母校の愛知県立津島高等学校の同窓会会長を昭和から平成にわたり十数年間担い、また愛知県土地改良事業団体連合会会長や愛知県農業会議会長を務めた[15]。
- 吉川の業績を記念し、弥富市に吉川の銅像が建立された。

## 受章
- 1979年（昭和54年）11月 - 藍綬褒章
- 1998年（平成10年）4月 - 勲二等瑞宝章
- 2008年（平成20年）7月 - 従四位

## 著作
- 尾張の大地――21世紀に向けて尾張平野の土地と水資源 山海堂、1987年 ISBN 9784381020574